# Всаднический клад
Вса́днический клад — захоронение воина-всадника, сочетающее в обряде погребения воина и лошадь.

## Описание
Погребения часто совершались в могилах камерного типа: катакомбных (или подбойных). Воина-всадника вместе с оружием (мечи, дротики, стрелы, копья), защитными доспехами (кольчуги, шлемы) и предметами украшения укладывали в боковую нишу (подбой), а лошадь с набором сбруи — на дно входной ямы. Некоторые погребения принадлежат не только мужчинам, но и женщинам, и детям. Это может говорить как о сословном погребении конного воина и о захоронениях членов этно-социальной группы. В составе всаднических кладов почти всегда присутствуют различные детали конской сбруи: фалары, бляхи, псалии, изготовленные из бронзы, серебра и реже золота с включением самоцветных камней, служившие для украшения лошадей. Для таких кладов характерны наличие бронзовых котлов, керамической, бронзовой и серебряной посуды. Встречаются также и отдельные захоронения коней.